# Hagen Möckel

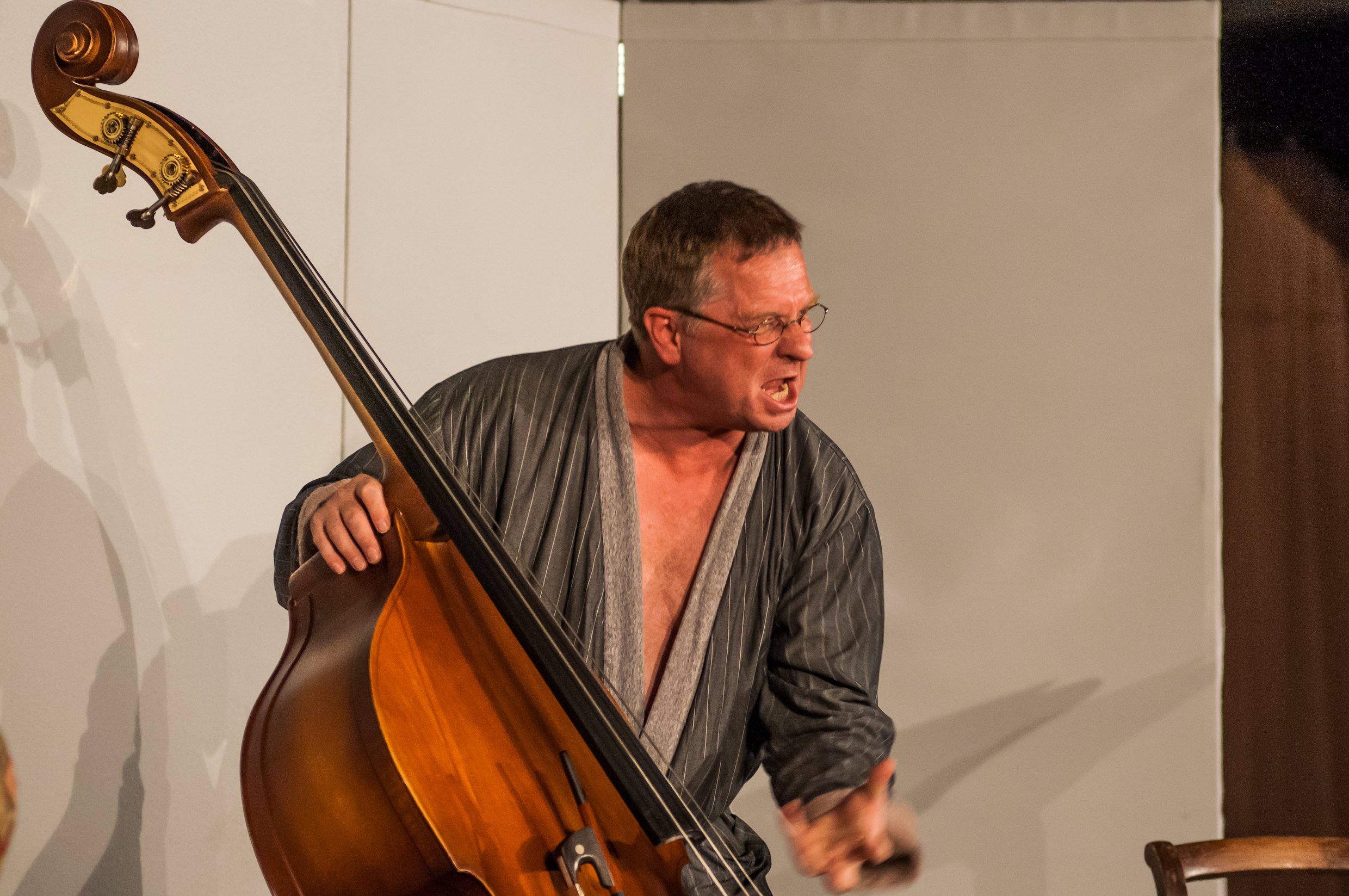
Hagen Möckel im Theatermonolog „Der Kontrabass“ von Patrick Süskind im Hof des neuen theater Halle (Saale)

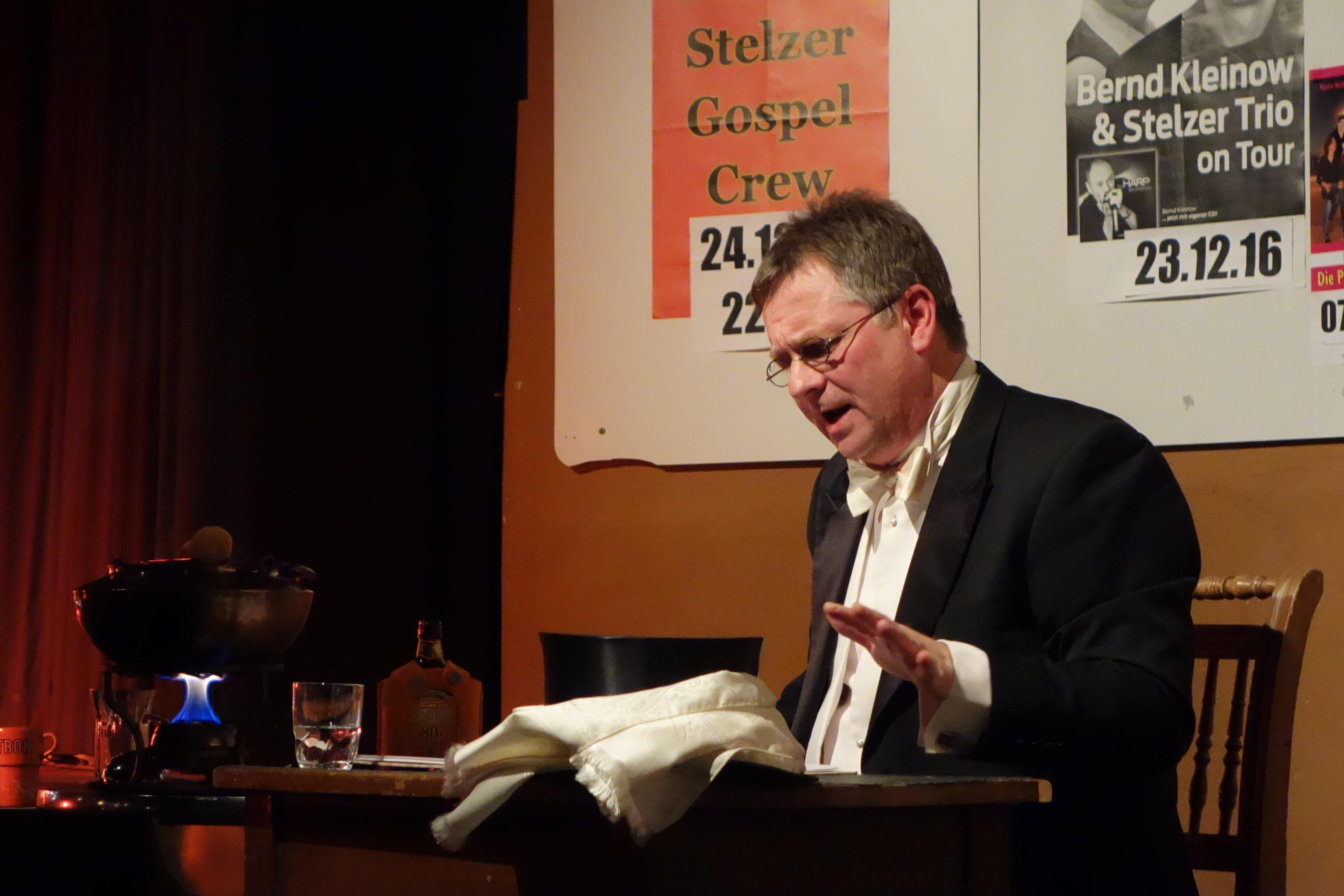
Hagen Möckel bei einer Lesung der „Feuerzangenbowle“ in Pirna

Hagen Hubert Möckel (* 14. Januar 1964 in Weißenfels) ist ein deutscher Schauspieler und Synchronsprecher.

## Leben
Hagen Möckel ist Sohn eines Diplomökonomen und einer Krankenschwester. Er erlernte den Beruf eines Forstarbeiters und absolvierte 1986 den Eignungstest und die Eignungsprüfung an der Theaterhochschule „Hans Otto“ mit Erfolg. Das Studium trat er jedoch aus familiären Gründen nicht an.
Er wurde im selben Jahr Mitglied im Ensemble der Studiobühne Aschersleben, einem Amateurtheater in Aschersleben.
Nach 1990 entwickelte er eigene Bühnenprojekte, mit denen er auf verschiedenen Bühnen gastierte.
2005 hat Hagen Möckel seine Schauspiel- und Sprechtechnik unter Anleitung von Doris Pascher in Wien vertieft.
Seit 2005 lebt und arbeitet er wieder in Halle (Saale), nachdem er von 1985 bis 2004 in Aschersleben gelebt hat.
Im Jahr 2015 absolvierte Hagen Möckel eine Synchronsprecherausbildung bei Engelbert von Nordhausen.

## Theater
- 2003: „Tollkühnheit eines Feiglings“ ein Klaus-Kinski-Programm
- 2005: „Es wippt eine Lampe durch die Nacht“ ein Ringelnatz-Programm
- 2007: „Und nichts ist außer mir“ ein Morgenstern-Programm
- 2010: „Der Vater der Braut“ frei nach Edward Streeter
- 2010: „Mein Liebchen hat ein etwas“ ein heiter frivoles Nachtprogramm der Studiobühne Aschersleben
- 2011: „WIRR – WOO – LAAS“ ein Schwitters-Programm mit der Musikerin Hella von Ploetz
- 2012: „Der Kontrabass“ von Patrick Süskind unter der Regie von Erhard Preuk
- 2013: „Hab’n Sie was mit Kunst am Hut“ ein Robert-Gernhardt-Programm
- 2013: als Gast in „Aus Liebe zur Wahrheit – Amore et studio“ in den Rollen Erasmus von Rotterdam, Thomas Müntzer und Jakob Fugger
- 2014: „JAZZ – LYRIK – TROTHA“ – eine Hallenser Version in Anlehnung an die Veranstaltungsreihe des Verlages Volk & Welt „Lyrik – Jazz – Prosa“
- 2014: „Figaros Hochzeit“ nach Pierre Augustin Caron de Beaumarchais & Wolfgang Amadeus Mozart, Inszenierung von Kirstin Hasselmann in der Hauptstadtoper Berlin – in den Rollen des Figaro und Basilio
- 2015: „Ich weeß nich, mir is heut so gomisch.“ Zwei Männer – ein Gedicht / ein Balladenprogramm mit klassischen Balladen von Goethe, Schiller, Heine, Uhland und den sächsischen Balladen von Lene Voigt, gemeinsam gestaltet mit Hilmar Eichhorn
- 2020: BEETHOVEN „Schade, schade zu spät.“ ein musikalisch-literarisches Porträt / eine Hommage an Ludwig van Beethoven anlässlich des 250. Geburtstag des Komponisten, gemeinsam gestaltet mit der Pianistin Svetlana Meskhi und dem Schauspieler Hilmar Eichhorn
- 2022: „Du bist nicht allein - Freuden und Kümmernisse des Älterwerdens“ / eine szenische Lesung gemeinsam mit Hilmar Eichhorn
- 2023: „Love Letters“ / Theaterstück von Albert Ramsdell Gurney gemeinsam mit Maila Barthel
- 2023: "Impressionen aus der Schlossgeschichte" gemeinsam mit den Mitgliedern des Ensembles Theatrum Schloss Hohenerxleben
- 2024: „Goethe – Megastar“ ein literarisch-musikalisches Programm mit Briefen über, Texten von und Musik zu Johann Wolfgang von Goethe, gemeinsam mit der Pianistin Svetlana Meskhi.
- 2024: „Tschaikowskis Hoffnung - Briefe mit Musik“ ein literarisch-musikalisches Programm, welches den Briefwechsel zwischen Nadeschda Filaretowna von Meck und Pjotr Iljitsch Tschaikowski zum Thema hat. Das Programm spielt Hagen Möckel mit der Pianistin Svetlana Meskhi und der Schauspielerin Andrea Ummenberger.
- 2025: „Der Bär“ / Theaterstück von Anton Tschechov gemeinsam mit Mitgliedern des Ensembles Theatrum Schloss Hohenerxleben

## Filmographie
- 2019: Der Geburtstag
- 2022: Die Bilderkriegerin
- 2024: Allein zwischen den Fronten